# Sarcophyton griffini
Sarcophyton griffini är en korallart som beskrevs av Moser 1919. Sarcophyton griffini ingår i släktet Sarcophyton och familjen läderkoraller. Inga underarter finns listade i Catalogue of Life.